# پلاتا (تگزاس)
پلاتا (به انگلیسی: Plata) یک منطقهٔ مسکونی در ایالات متحده آمریکا است که در تگزاس واقع شده‌است. پلاتا ۱٬۱۵۲ متر بالاتر از سطح دریا واقع شده‌است.